# Galicze
Galicze (bułg. Галиче) – wieś w Bułgarii, w obwodzie Wraca, w gminie Bjała Słatina. Według danych szacunkowych Ujednoliconego Systemu Ewidencji Ludności oraz Usług Administracyjnych dla Ludności, 15 czerwca 2020 roku miejscowość liczyła 1 672 mieszkańców.

## Historia
Obszar Galicze był zamieszkany od czasów prehistorycznych przez społeczności ludzkie. Znaleziono ślady osadnictwa z wczesnej i późnej epoki miedziowo-kamiennej oraz osadę i nekropolię z wczesnej epoki brązu. Bogate zabytki kultury pozostawili Trakowie. Powstało dziewięć osad trackich, zamieszkiwanych przez społeczności trackie w różnych epokach historycznych. Odnaleziono blisko 40 trackich grobowców, co dodatkowo świadczy o tym, że obszar Galicze był dużym trackim ośrodkiem przed najazdem rzymskim. W czasach rzymskich wieś była skrzyżowaniem drogi idącej od Gigenu oraz od Łomu. Pisemne informacje o zasiedleniu Galicze pojawiają się w dokumentach tureckich z początku XV wieku, z których wynika, że osada Pierwszego i Drugiego Carstwa Bułgarii została zasiedlona przez zdobywców osmańskich pod koniec XIV wieku.

## Osoby związane z miejscowością

### Urodzeni
- Conjo Nedełkin (1930) – bułgarski poeta
- Georgi Sawow – bułgarski czetnik Łuki Iwanowa[3]